# Hans Cranach
Hans Cranach, aussi connu sous le nom de Johann Lucas Cranach, est un peintre allemand né vers 1513 et mort en 1537 à Bologne, en Italie. Il est le fils de Lucas Cranach l'Ancien (1472-1553) et le frère de Lucas Cranach le Jeune (1515-1566).